# ティファニー・グラント
ティファニー・リン・グラント(Tiffany Lynn Grant、1968年10月11日 - )は、アメリカ合衆国の声優、脚本家である。ADV作品に出演しているものの、彼女はADVの従業員ではなく個別契約者(Independent contractor)である。グラントは現在、ファニメーションとセラフィム・ディジタル(Seraphim Digital)の作品に従事している。

## 人物
ADR(Additional Dialogue Recording)の原稿執筆作業も楽しんでいるグラントは、既に20,000作を越える英語翻案稿を手掛けている。彼女のこの分野での初仕事は、『幻想魔伝 最遊記』の1エピソードのテスト稿だった。彼女はその後も様々な番組での脚本制作の手助けを続けており、『エンジェリックレイヤー』や『ああっ女神さまっ: シーズン2』にて前半の13話分の吹替版台本を書き上げている。
グラントは『新世紀エヴァンゲリオン』の惣流・アスカ・ラングレー役を大変気に入っており、ラジオ劇場やファンフィクションシリーズの『新世紀エヴァンゲリオン: R』に由来するファンが制作したアニメーションでその役を演じただけに留まらず、定番のEVA-02の紅いプラグスーツ姿や第3新東京市立第壱中学校の蒼い制服を着たアスカのコスプレをアニメコンベンションにて披露している。そして彼女は、ファニメーション配給の『ヱヴァンゲリヲン新劇場版』シリーズにて英語吹替版のアスカ役を再演した。
2021年8月13日、Amazon Prime Videoでもシン・エヴァンゲリオン劇場版を含めた新劇場版全4作品の海外配信が決定すると大半の英語吹替キャストが交代する中、碇シンジ役のスパイク・スペンサー(Spike Spencer)・葛城ミサト役のアリソン・キース・2004年以降碇ゲンドウ役を演じるジョン・スウェンシー(John Swasey)らと共に続投。さらにアマンダ・ウィン＝リーが新劇場版全ての作品にて、持ち役である綾波レイ役を17年ぶりに再演することが正式決定したためADV作品に出演していたヱヴァ主要吹替キャストが今作で全員集うこととなった。
テキサス州ヒューストン出身のグラントは、ディレクターにしてADVの共同設立者であり、ブライアン・グラントヴェイト(Brian Granveldt)の芸名で『エヴァンゲリオン』の日向マコト役を担当した声優のマット・グリーンフィールド(Matt Greenfield)と結婚している。

## 出演アニメーション作品
※ 英題アルファベット順 / 太字は主役・主要キャラクター
- 『AIR』 – ポテト
- 『エンジェリックレイヤー』 – 城乃内最
- 『あずまんが大王』 – かおり
- 『極上生徒会』 – 美川美衣子 / 研磨光子
- 『ブルードロップ』 – 川嶋朱音
- 『碧奇魂ブルーシード』 – 沢口小梅
- 『BURN-UP』 – マキ
- 『クロノクルセイド』 – サテラ・ハーヴェンハイト
- 『CLANNAD 〜AFTER STORY〜』 － 原田
- 『こみっくパーティー Revolution』 – 猪名川由宇
- 『クロスアンジュ 天使と竜の輪舞』 – エマ・ブロンソン
- 『アキハバラ電脳組』 – 桜上水すずめ
- 『D・N・ANGEL』 – 西村祐次
- 『ドラゴンハーフ』 – ダグ・フィン
- 『幻想叙譚エルシア』(Ellcia) – エイラ
- 『ヱヴァンゲリヲン新劇場版:破』 － 式波・アスカ・ラングレー
- 『ヱヴァンゲリヲン新劇場版:Q』 － 式波・アスカ・ラングレー
- 『シン・エヴァンゲリオン劇場版』 － 式波・アスカ・ラングレー
- 『エクセル・サーガ』 – 松屋美咲 / クミクミ
- 『ファイアーエムブレム 紋章の謎』 – シスター・レナ
- 『嘆きの健康優良児』 – 小川 真弥華　※ ソフトセル ルーシー・モラレス(Lucy Morales)名義
- 『フルメタル・パニック』– ボン太くん
- 『鋼の錬金術師』 – マーテル
- 『鋼の錬金術師 FULLMETAL ALCHEMIST』 – マーテル
- 『銀河お嬢様伝説ユナ』 – 徳大寺舞
- 『神魂合体ゴーダンナー!!』 – 藤村静流
- 『ガンスミスキャッツ』 – ベッキー・ファーラ
- 『地獄少女』 – 関本 雅美
- 『王ドロボウJING』 – ミント
- 『カレイドスター』 – ジョナサン
- 『KURAU Phantom Memory』 – アヤカ・シュタイガー
- 『鉄のラインバレル』 – 緒川結衣
- 『まぶらほ』 – 風椿玖里子
- 『アベノ橋魔法☆商店街』 – 山本ぎん
- 『マジカノ』 – 杏樹リカ
- 『機動戦艦ナデシコ』 – 昴リョーコ
- 『MOONLIGHT MILE』 – 猿渡明美 / コニー・ウォン
- 『蟲師』 – すず (第15話)
- 『ななか6/17』 – ピコ太
- 『新世紀エヴァンゲリオン』 – 惣流・アスカ・ラングレー
- 『キューティーハニー』 – 早見大子
- 『ノワール』 – アルテナ
- 『万能文化猫娘』 – 有吉今日子
- 『ONE PIECE』 – ノジコ
- 『魔術士オーフェン Revenge』 – エスペランサ・ニールセン
- 『桜蘭高校ホスト部』 – くれ竹
- 『ぱにょぱにょデ・ジ・キャラット』 – ゲマ
- 『プラスチックリトル』 – イリーズ・アルト・モーディッシュ
- 『パワードール』 – ミリセント・エヴァンス
- 『プリンセスナイン』 – 渡嘉敷陽湖
- 『プリンセスチュチュ』 – アリクイミ
- 『ラーゼフォン』 – 金 湖月
- 『クレヨンしんちゃん』 – 屈底厚子
- 『シスター・プリンセス』 – 春歌
- 『スレイヤーズ』 – シレーネ・フィッツマイヤー
- 『ソルビアンカ』 – ジュン・アシェル
- 『爆れつハンター』 – ショコラ・ミス
- 『スピードグラファー』 – ジョーのガールフレンド
- 『鋼鉄天使くるみ』 – ツナミ
- 『ティアーズ・トゥ・ティアラ』 – モルガン
- 『超時空要塞マクロス』 – 一条輝(幼少時) / モルク・ラプラミズ
- 『エルフを狩るモノたち』 – ミケ
- 『ツバサ・クロニクル』 – アシュラ王
- 『円盤皇女ワるきゅーレ』 – 安藤映子
- 『ヤマトナデシコ七変化♥』 – 中原美音
- 『ワンダバスタイル』 – 九十九科学
- 『ゼノサーガ』 – ユリ・ミズラヒ(Juli Mizrahi)

## ADR脚本担当作品
- 『ああっ女神さまっ それぞれの翼』
- 『エンジェリックレイヤー』
- 『こみっくパーティー Revolution』
- 『ファイアーエムブレム 紋章の謎』
- 『神魂合体ゴーダンナー!!』
- 『まぶらほ』
- 『シスター・プリンセス』
- 『ティアーズ・トゥ・ティアラ』
- 『ヤマトナデシコ七変化』